# Пливање
Пливање је кретање особе кроз воду, обично у виду рекреације, спорта, вјежбе или преживљавања. Локомоција се постиже кретање удова, тијела или обоје. Људи могу задржати дах под водом и научити основе локомоције пливања неколико седмица од рођења, као нагон за преживљавањем.
Пливање је стално у врху јавних рекреативних активности, а у неким земљама су часови пливања обавезни дио образовног програма. Као формализовани спорт, пливање је карактеристично за низ локалних, националних и међународних такмичења, укључујући сваке модерне Љетње олимпијске игре.

## Наука
Пливање се ослања на скоро неутралну пловност људског тела. У просеку, тело има релативну густину од 0,98 у поређењу са водом, због чега тело плута. Међутим, узгон варира на основу телесног састава, надувености плућа, садржаја мишића и масти, тежишта и сланости воде. Виши ниво телесне масти и сланија вода смањују релативну густину тела и повећавају његову пловност. Мушкарци имају тенденцију поседовања нижег тежишта и већег садржаја мишића, та им је теже да плутају или да буду пловни. Такође погледајте: Хидростатичко мерење.
Пошто је људско тело нешто мање густине од воде, вода подржава тежину тела током пливања. Као резултат тога, пливање има „слаб утицај“ у поређењу са копненим активностима попут трчања. Густина и вискозитет воде такође стварају отпор за објекте који се крећу кроз воду. Пливачки замаси користе овај отпор за стварање погона, али исти отпор ствара и отпор тела.
Хидродинамика је важна за технику замаха ради бржег пливања, а пливачи који желе да брже пливају или да се мање исцрпљују покушавају да редукују отпор кретања тела кроз воду. Да би били хидродинамичнији, пливачи могу да повећају снагу својих замаха или да смање отпор воде, при чему се снага мора повећати за три пута да би се постигао исти ефекат као и смањење отпора. Ефикасно пливање смањењем отпора воде укључује хоризонтални положај у води, котрљање тела како би се смањила ширина тела у води и пружање руку што је више могуће како би се смањио отпор таласа.
Непосредно пре урањања у базен, пливачи могу извести вежбе као што је чучњеви. Чучњеви помажу у побољшању пливачког старта загревањем мишића натколенице.

## Пливање одојчади
Људске бебе показују урођени рефлекс пливања или роњења од новорођенчета до старости од отприлике 6 месеци. И други сисари показују овај феномен (погледајте рефлекс роњења сисара). Ронилачки респонс укључује апнеју, рефлексну брадикардију и периферну вазоконстрикцију; другим речима, бебе уроњене у води спонтано задржавају дах, успоравају рад срца и смањују циркулацију крви до екстремитета (прстију на рукама и ногама). Будући да одојчад урођено може да плива, часови за бебе од око 6 месеци нуде се на многим локацијама. Ово помаже у изградњи мишићне меморије и формира јаке пливаче од малих ногу.

## Технике
Пливање се може вршити коришћењем широког спектра стилова, познатих као 'замаси', а ти замаси се користе у различите сврхе или за разликовање класа у такмичарском пливању. Није неопходно да се користи дефинисани потез за погон кроз воду, и необучени пливачи могу да користе покрете руку и ногу попут „веслања паса“, слично начину на који пливају четвороножне животиње.
Постоје четири главна стила који се користе у такмичарском и рекреативном пливању: фронтални краул, познат и као слободни стил, прсно, леђно и лептир. Такмичарско пливање у Европи почело је око 1800. године, углавном прсно. Године 1873, Џон Артур Траџен је представио траџен у западним такмичењима у пливању. Лептир је развијен током 1930-их, и сматрао се варијантом прсног пливања све док није прихваћен као посебан стил 1953. Многи људи сматрају да је лептир најтежи стил, мада је он најефикаснији у погледу свестраног тонирања и изградње мишића. Тај стил такође сагорева највише калорија и може бити други стил по брзини ако се редовно вежба.